# Zbigniew Malesa
Zbigniew Malesa (ur. 1954) – polski koszykarz, występujący na pozycji skrzydłowego, medalista mistrzostw Polski.
Jego syn Paweł został także koszykarzem.

## Osiągnięcia
Drużynowe
- Brązowy medalista mistrzostw Polski (1978)